# Campeonato Argentino de Futebol Feminino de 2016-17
O Campeonato Argentino de Futebol Feminino de 2016-17 foi a 39ª edição da competição organizada pela AFA.

## Regulamento
Disputada por 12 clubes, a Primera División é disputada em sistema de pontos corridos com 2 turnos de todos contra todos. O último colocado será rebaixado para a Segunda Divisão.

### Critérios de desempate
Caso haja empate de pontos entre dois clubes, os critérios de desempates serão aplicados na seguinte ordem (válido para cada torneio). Esses são os critérios:
1. Saldo de gols
2. Gols marcados
3. Confronto direto

### Libertadores Feminina
O campeão se classificará para a competição.

## Participantes
| Equipe           | Cidade        | Província                       |
| ---------------- | ------------- | ------------------------------- |
| Atlanta          | Buenos Aires  | Cidade Autônoma de Buenos Aires |
| Boca Juniors     | Buenos Aires  | Cidade Autônoma de Buenos Aires |
| El Porvenir      | Gerli         | Província de Buenos Aires       |
| Estudiantes      | La Plata      | Província de Buenos Aires       |
| Huracán          | Buenos Aires  | Cidade Autônoma de Buenos Aires |
| Independiente    | Avellaneda    | Província de Buenos Aires       |
| Platense         | Vicente López | Província de Buenos Aires       |
| River Plate      | Buenos Aires  | Cidade Autônoma de Buenos Aires |
| San Lorenzo      | Buenos Aires  | Cidade Autônoma de Buenos Aires |
| UAI Urquiza      | San Martín    | Província de Buenos Aires       |
| UBA              | Buenos Aires  | Cidade Autônoma de Buenos Aires |
| Villa San Carlos | Berisso       | Província de Buenos Aires       |

## Classificação
| Pos. | Equipes          | P  | J  | V  | E | D  | GP  | GC  | SG   | Classificação ou rebaixamento            |
| ---- | ---------------- | -- | -- | -- | - | -- | --- | --- | ---- | ---------------------------------------- |
| 1    | River Plate      | 61 | 22 | 20 | 1 | 1  | 64  | 10  | +54  | Classificado à Copa Libertadores de 2017 |
| 2    | Boca Juniors     | 60 | 22 | 19 | 3 | 0  | 121 | 7   | +114 |                                          |
| 3    | UAI Urquiza      | 52 | 21 | 17 | 1 | 3  | 122 | 12  | +110 |                                          |
| 4    | San Lorenzo      | 47 | 21 | 15 | 2 | 4  | 55  | 20  | +35  |                                          |
| 5    | Villa San Carlos | 34 | 21 | 11 | 1 | 9  | 38  | 44  | –6   |                                          |
| 6    | Platense         | 23 | 19 | 7  | 2 | 10 | 28  | 57  | –29  |                                          |
| 7    | Huracán          | 20 | 19 | 6  | 2 | 11 | 17  | 52  | –35  |                                          |
| 8    | Estudiantes      | 19 | 19 | 5  | 4 | 10 | 18  | 41  | –23  |                                          |
| 9    | UBA              | 17 | 19 | 5  | 2 | 12 | 21  | 42  | –21  |                                          |
| 10   | Atlanta          | 13 | 19 | 3  | 4 | 12 | 8   | 35  | –27  |                                          |
| 11   | El Porvenir      | 8  | 19 | 2  | 2 | 15 | 19  | 112 | –93  |                                          |
| 12   | Independiente    | 0  | 19 | 0  | 0 | 19 | 9   | 100 | –91  | Rebaixado à Segunda Divisão de 2017-18   |

## Premiação
| Campeonato Argentino Feminino de 2016-17 |
| ---------------------------------------- |
| River Plate (12º título)                 |